# Общество искусств Копли
Общество искусств Копли (англ. Copley Society of Art, сокр. Co/So) — старейшая некоммерческая художественная ассоциация США.

## История
Было основано в 1879 году первыми выпускниками Школы Музея изящных искусств Бостона и продолжает играть важную роль в продвижении своих членов-художников и изобразительного искусства в Бостоне.
Первоначально общество называлось Boston Art Students Association. В 1901 году организация была переименована в честь известного американо-британского художника Джона Синглтона Копли в The Copley Society of Boston. Современное название Copley Society of Art общество носит с 2003 года. С 1957 года его штаб-квартира находится по адресу: 158 Newbury Street, Boston, Massachusetts 02116.
В художественной галерее общества Копли представлено более 400 ныне живущих художников. Некоторые из них выставляются также в Гильдии художников Бостона, находящейся рядом со зданием Общества искусств Копли.
Ежегодно в галерее проводится от 15 до 20 выставок, включая персональные выставки и тематические групповые, а также конкурсы и мероприятия по сбору средств. Самым известным из этих событий является ежегодный аукцион «Fresh Paint». Галерея выбирает нескольких художников, которые вместе проводят день на пленэре, рисуя за пределами города. Картины возвращаются в галерею ещё влажными, помещаются в рамы и устанавливаются на стенах для продажи через так называемый тихий аукцион (вариант английского аукциона, в котором ставки записываются на листе бумаги). Обычное разделение вырученных средств распределяется так: 60 процентов для художника и 40 процентов для Общества Копли, хотя приветствуется распределение 50 на 50.